# Summenhäufigkeitspolygon

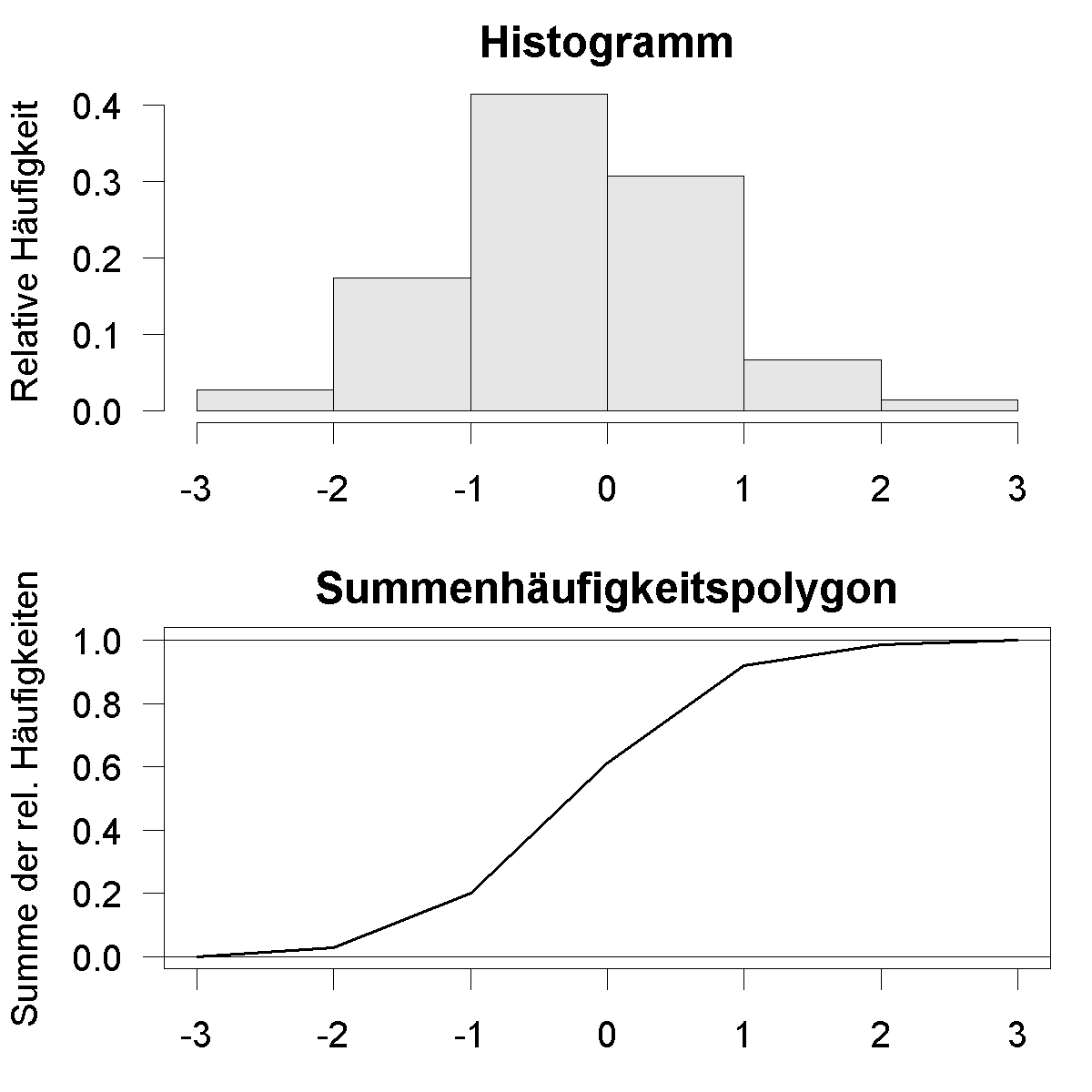
Summenhäufigkeitspolygon von 75 standardnormalverteilten Werten

Ein Summenhäufigkeitspolygon ist eine grafische Darstellung eines eindimensionalen, metrischen Datensatzes.

## Konstruktion
So wie beim Histogramm wird der Wertebereich der Daten in Intervalle geteilt.
Jedem Intervall wird die relative Häufigkeit zugeordnet, mit der die Werte in diesem Intervall liegen.
Die Intervalle werden entlang der x-Achse in ein kartesisches Koordinatensystem eingetragen.
An jeder Intervallgrenze wird in y-Richtung die Summe der relativen Häufigkeiten aller links von der Grenze befindlichen Intervalle aufgetragen. 
Die Punkte, die sich so ergeben, werden zu einem Linienzug verbunden.
Statt der relativen könnte man auch die absoluten Häufigkeiten verwenden. 
Dadurch würde sich nur die Beschriftung der y-Achse, nicht jedoch die Form des Polygons ändern.

## Eigenschaften
- Das Summenhäufigkeitspolygon ist eine Abschätzung (Näherung) der Summenhäufigkeitsfunktion bzw. empirischen Verteilungsfunktion.

- Zwischen einem Summenhäufigkeitspolygon und einem Histogramm mit den gleichen Intervallgrenzen besteht folgende Beziehung: Die Fläche eines Balkens im Histogramm entspricht dem Anstieg des Summenhäufigkeitspolygons in diesem Intervall.